# Воль, Станислав
Стани́слав Воль (пол. Stanisław Wohl; 24 июля 1912, Варшава, Российская империя, ныне Польша — 21 мая 1985, там же) — польский кинорежиссёр, сценарист, оператор и продюсер.

## Биография
В 1930 году один из организаторов Товарищества любителей кино «Старт» в Варшаве. В 1932 году окончил операторский факультет Технической школы фотографии и кинематографии в Париже, но дебютировал годом раньше. Вернувшись на родину, в 1933 году становится одним из организаторов Союза продюсеров короткометражных фильмов, а в 1935 году — Кооператива киноавторов. Во время Второй мировой войны работал в советском кино, в частности, снимал Боевые киносборники (Львов, Киев, Ашхабад). С 1943 года — в Киноавангарде 1-й Варшавской пехотной дивизии. С 1944 года — заместитель начальника киностудии в Люблине, затем в Кракове и Лодзи. В 1948—1958 годах (с перерывом в 1951—1952) — преподаватель, профессор и первый декан операторского факультета Киноинститута в Кракове. Один из основателей Международного центра сотрудничества киношкол (в 1956—1961 годах — вице-президент). В 1961—1968 годах был художественным руководителем киностудии «Syrena». В 1967—1968 годах — профессор Школы искусств в Цюрихе, а с 1969 года — Американского киноинститута в Голливуде. Генеральный секретарь Товарищества научного кино.
Много работал для телевидения.
В 1945—1948 годах член Польской рабочей партии, а с 1948 года — член ПОРП.
Был женат на актрисе Галине Биллинг-Воль (1916—1995).

## Избранная фильмография

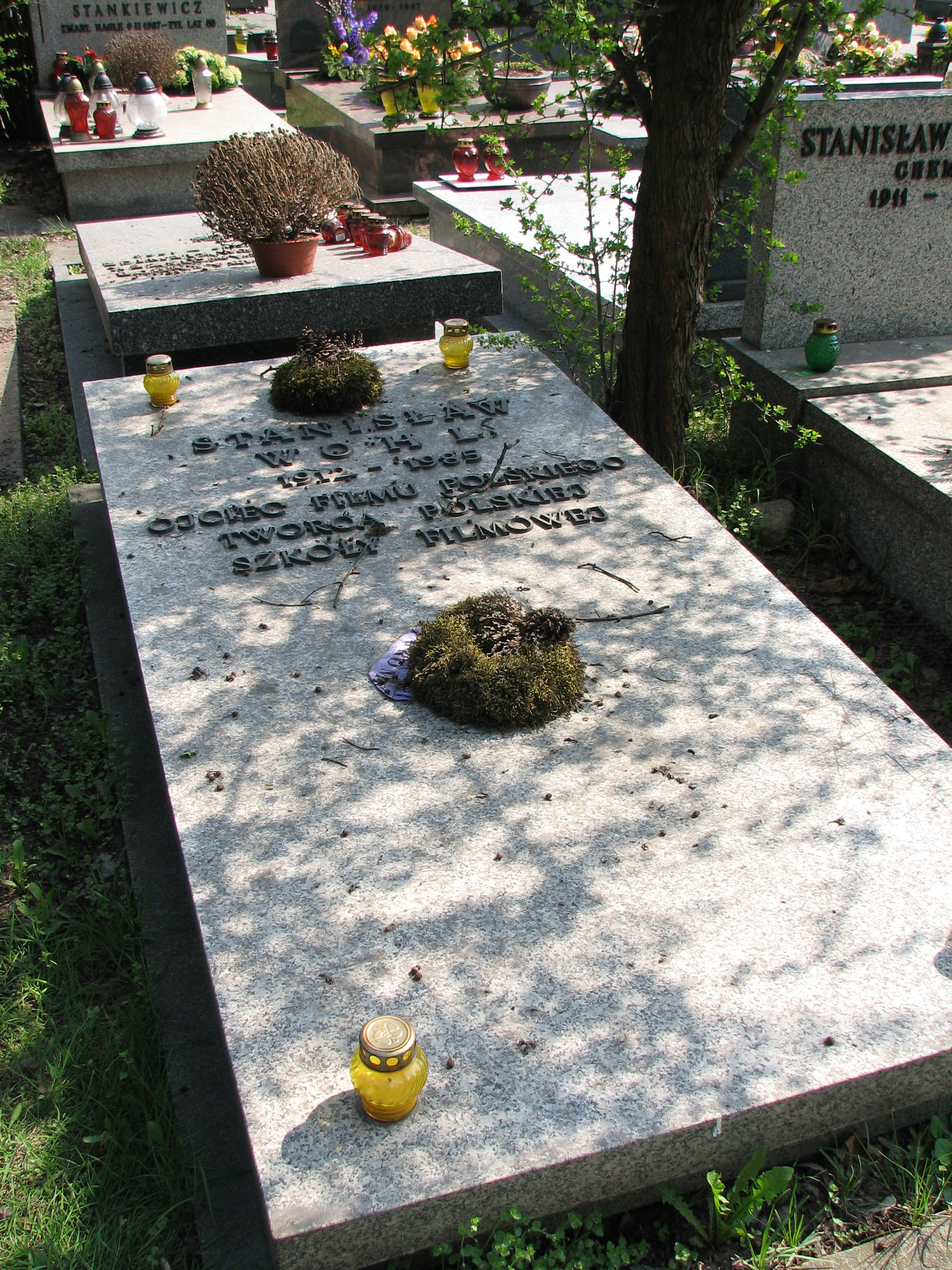
Могила Станислава Воля на кладбище Воинские Повонзки

### Оператор
- 1934 — Пробуждение / Przebudzenie
- 1935 — Любовь выпускницы / Milosc maturzystki
- 1937 — Три этюда Шопена / Trzy etiudy Chopina (к/м)
- 1938 — Страхи / Strachy
- 1940 — Солдат королевы Мадагаскара / Żołnierz królowej Madagaskaru
- 1943 — Присягаем земле польской / Przysięgamy ziemi polskiej (к/м)
- 1946 — Два часа / Dwie godziny
- 1946 — В крестьянские руки / W chłopskie ręce
- 1947 — Светлые нивы / Jasne Łany
- 1949 — За вами пойдут другие... / Za wami pójdą inni
- 1949 — Дом на пустыре / Dom na pustkowiu
- 1952 — Солдат Победы / Żołnierz Zwycięstwa
- 1953 — Автобус отходит в 6.20 / Autobus odjeżdża 6:20
- 1954 — Атлантическая повесть / Opowieść atlantycka
- 1957 — Месть / Zemsta
- 1957 — Король Матиуш I / Król Maciuś I
- 1958 — Галоши счастья / Kalosze szczęścia

### Режиссёр
- 1933 — Море / Morze (к/м)
- 1946 — Два часа / Dwie godziny (с Юзефом Вышомирским; на экраны вышел в 1957)
- 1959 — Тысяча талеров / Tysiąc talarów
- 1962 — Трое и лес / Troje i las
- 1963 — Новогоднее приключение / Przygoda noworoczna
- 1970 — Улица Злоте Коло / Złote Koło (ТВ)
- 1976 — Отель «У погибшего альпиниста» / Hotel pod poległym alpinistą (ТВ)
- 1984 —  / Hania (ТВ)

### Сценарист
- 1938 — Страхи / Strachy
- 1953 — Карточный домик / Domek z kart
- 1959 — Тысяча талеров / Tysiąc talarów
- 1966 — 1970 — Четыре танкиста и собака / Czterej pancerni i pies (сериал)

### Продюсер
- 1937 — Три этюда Шопена / Trzy etiudy Chopina (к/м)

### Художник
- 1969 — Охота на мух / Polowanie na muchy

## Награды
- 1937 — Почётное упоминание на 5-м Венецианском кинофестивале («Три этюда Шопена»)
- 1945 — Серебряный Крест Заслуги
- 1946 — Золотой Крест Заслуги
- 1946 — Кавалер ордена Возрождения Польши
- 1953 — Государственная премия ПНР 1 степени («Солдат Победы»)
- 1955 — Офицер ордена Возрождения Польши
- 1964 — Орден «Знамя Труда» II степени
- 1975 — Командор ордена Возрождения Польши
- Звезда на Аллее звёзд в Лодзи